# Botschaft der Vereinigten Staaten in Paris

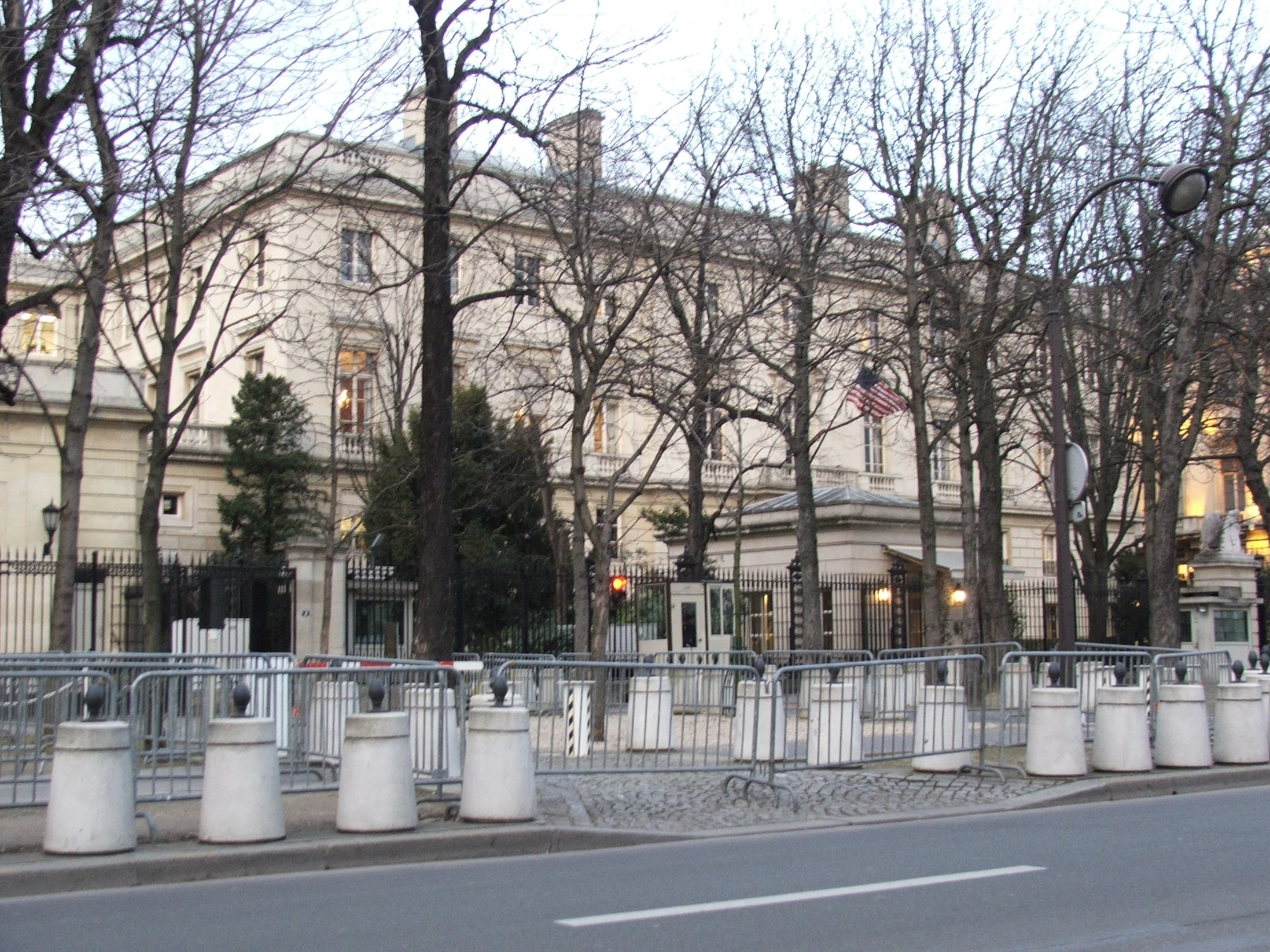
Das Botschaftsgebäude

Die Botschaft der Vereinigten Staaten in Frankreich liegt in der Pariser Avenue Gabriel in der Nordwestecke des Place de la Concorde im 8. Arrondissement. Ein Nachbargebäude ist das Hôtel de Crillon, aber auch der Élysée-Palast und die Residenz des Botschafters liegen nur wenige hundert Meter entfernt.

## Das Gebäude
Eines der ersten durch die USA genutzten Gebäude stand in der Rue Raynouard Nr. 66 im 16. Arrondissement. In der Avenue Gabriel entstand 1768 bereits ein Gebäude, das 1931 abgerissen und im Stil des Neoklassizismus neu erbaut wurde. Architekten waren Delano & Aldrich aus New York in Zusammenarbeit mit Victor Laloux. Der verwendete Stein war Villebois-Montalieu aus dem Département Isère. Zwischen 1839 und 1854 diente das Gebäude als osmanische Botschaft.

## Die Institution
Die Vertretung der Vereinigten Staaten in Frankreich war seit der Entstehung des Landes  immer von herausragender politischer Bedeutung. Zunächst agierte Silas Deane mehr im Geheimen; bereits ein Jahr nach der Unabhängigkeitserklärung der Vereinigten Staaten wurde der Posten 1777 erstmals besetzt und konnte 1778 als Erfolg verbuchen, dass das Königreich Frankreich den neu entstandenen Staat anerkannte. Vier der Gründerväter der Vereinigten Staaten wirkten in Paris: Benjamin Franklin, John Adams, Thomas Jefferson und James Monroe. Thomas Jefferson beteiligte sich am Entwurf der Erklärung der Menschen- und Bürgerrechte.
Der Titel des Leiters variierte über die Jahrhunderte: Gesandter, Minister, Bevollmächtigter; seit 1893 lautet er Ambassador Extraordinary and Plenipotentiary. Im Sommer 1940 zog die Botschaft nach Vichy um, die diplomatischen Beziehungen wurden nach Beginn der Operation Torch suspendiert; Ende 1944 kam Jefferson Caffery nach Paris zurück. 
Viele herausragende Karrierediplomaten dienten am Ende ihrer Laufbahn auf diesem Posten; daneben besetzten US-Präsidenten die prestigeträchtige Funktion eines Botschafters in Paris immer wieder mit verdienten Parteigängern wie Sargent Shriver. Botschafter Charles H. Rivkin verließ seinen Posten im November 2013. Im Oktober 2014 wurde Jane D. Hartley entsandt, deren Amtszeit wie der zahlreicher anderer Regierungsmitarbeiter mit dem Amtsantritt des neuen US-Präsidenten Donald Trump am 20. Januar 2017 endete.